# Бунин, Юлий Алексеевич
Юлий Алексеевич Бунин (19 июля 1857, Усмань, Тамбовская губерния — июль 1921, Москва, РСФСР) — русский литератор, журналист, общественный деятель, педагог, участник революционного народнического движения, кандидат математических наук, старший брат Ивана Алексеевича Бунина, на которого он оказал огромное влияние, взяв на себя его образование.

## Биография
Родился в городе Усмань. Дворянин Воронежской губернии, сын мелкого помещика Алексея Николаевича Бунина (1827—1906).
Учился в Воронежской гимназии. В 1876—1877 годах — участник воронежского кружка самообразования.
Учился на математическом факультете Московского университета и Харьковского университета, который окончил в 1882 году.
В конце 1870-х входил в кружок воронежцев в Москве, примкнувший в 1879 году к чернопередельцам.
Был одним из руководителей студенческого чернопередельческого кружка.
В марте 1879 году обыскан в Москве в связи с убийством Рейнштейна.
Весной 1881 года выслан за участие в студенческих беспорядках из Москвы в Харьков, где был затем лидером и теоретиком народнического кружка (Балабуха, Мерхалев и др.).
В 1883 году напечатал под псевдонимом Алексеев в харьковской народнической типографии брошюру «Несколько слов о прошлом русского социализма и о задачах интеллигенции».
Кроме того, им составлены: «Проект организации народной партии», отобранной при обыске у В. Гончарова, и «Программа действий кружка рабочих-народников», найденная 11.01.1884 у И. Иордана вместе с тайной народнической типографией.
В конце 1883 — начале 1884 был в Петербурге, где вёл переговоры с петербургскими народниками и народовольческой «рабочей группой». До провала харьковской народнической типографии 11 января 1884 скрылся из Харькова и разыскивался по этому делу (дело Ив. Манучарова, Н. Иордана и др.).
Арестован 27 сентября 1884 в слободе Озерках (Ястребиновская волость, Елецкий уезд, Орловская губерния) и доставлен в Харьков. Привлечён к дознанию при Харьковском жандармском управлении, выделенному в особое производство.
3 августа 1885 подчинён гласному надзору на 3 года вне местностей, объявленных на положение усиленной охраны. Отбывал ссылку в слободе Озерках, затем находился под негласным надзором.
В 1889 жил в Харькове, поддерживая связи с местными кружками: Д. Крыжановский, Д. Бекарюков и др.

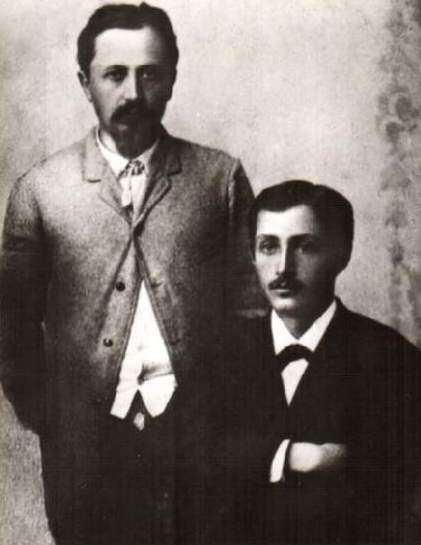
Юлий (1857 г.р.) и Иван (1870 г.р.) Бунины. Полтава, около 1892 года.
Неизвестный полтавский фотограф

В 1890-х заведовал статистическим бюро Полтавского земства.
С конца 1890-х жил в Москве.
С августа 1897 года был секретарем редакции и фактическим редактором журнала «Вестник Воспитания», членом правления «Общества деятелей периодической печати и литературы», видным членом ряда литературных организаций.
В 1899 году с группой соратников открывает журнал «Начало», печатавший работы В. И. Ленина, Г. В. Плеханова. Юлий Алексеевич — один из основателей (1897) и бессменный председатель литературного кружка «Среда», председатель правления Книгоиздательства писателей в Москве, председатель Общества деятелей периодической печати и литературы, фактический председатель Общества помощи литераторам и журналистам, член правления Толстовского общества.
Печатался в «Русской мысли», «Вестнике Европы», «Русских ведомостях», «Просвещении» и др.
Скончался Ю. А. Бунин в июле 1921 года, похоронен в Москве на Донском кладбище недалеко от главного входа.